# Cemetery Junction
Cemetery Junction is een Britse dramafilm uit 2010 onder regie van Ricky Gervais en Stephen Merchant.

## Verhaal
In de Engelse stad Reading van de vroege jaren zeventig brengen drie vrienden hun dagen door met kattenkwaad, drinken, vechten en achter meisjes aanjagen. Freddie wil ontsnappen aan hun arbeidersmilieu, maar de brutale Bruce en de goedhartige Snork zijn tevreden met het leven zoals het is. Wanneer Freddie een baan krijgt als huis-aan-huisverkoper van levensverzekeringen waarmee hij zijn leven hoopt te verbeteren en zijn jeugdliefde Julie tegen het lijf loopt, worden ze gedwongen keuzes te maken.
Freddie's baas is de vader van Julie's. Hij leert van de topverkoper van het bedrijf, Mike Ramsay, die ook de verloofde van Julie is, hoe je mensen kunt intimideren zodat ze een levensverzekering kopen. De vriendschap tussen Freddie en Julie flakkert weer op. Julie vertelt dat het haar droom is om de wereld te zien en fotograaf te worden, maar haar vader en verloofde verwachten dat ze een huisvrouw wordt, net als als haar moeder.
Freddie is uitgenodigd op het winner's ball van zijn bedrijf en neemt Bruce en Snork mee. Snork beweert dat hij beter kan zingen dan de zanger van de band. Bruce overtuigt hen om Snork met hen te laten optreden. Het publiek geniet van zijn optreden, maar vervolgens vertelt hij een ongepaste grap. Freddy is boos op Snork en Bruce en schelt hen uit. Bruce laat het langs zich heen gaan en zegt hij de stad zal verlaten, en dat Freddie nooit zal zijn zoals zijn collega's omdat hij geen 'kut' is.
De volgende dag bedankt Freddie zijn klanten hun hulp bij zijn nieuwe carrière en ontdekt dat de echtgenoot van zijn eerste klant is overleden. Hij besluit niet van de ellende van mensen te leven en vraagt Bruce wanneer hij plan is te vertrekken. Ze nodigen Julie uit in een nachtclub en overtuigen Snork om met hen op reis te gaan. In de club danst Bruce met een zwarte vrouw, waarvoor hij wordt uitgelachen. Dit leidt tot een gevecht, waarna Bruce moet overnachten in een politiecel.
Freddie gaat met Julie mee naar huis en ze ontwikkelen de foto's die Julie die nacht maakte. Ze ruziën over hun gevoelens, het leven van haar ouders en Julie's verloving met Mike, die hetzelfde pad volgt als dat van haar ouders. Freddie verklaart Julie zijn liefde en vraagt haar om mee te gaan op reis, maar ze weigert en vraagt Freddie weg te gaan. Bruce wordt in zijn cel opgezocht door officier Wyn Davies die hem vertelt dat Bruce door zijn moeder in de steek gelaten is maar dat zijn vader voor hem wilde zorgen. Hij zegt dat Bruce moet stoppen met zijn asociale gedrag.
De volgende ochtend gaat Snork naar een café waar hij vaak komt en praat met Louise, een meisje dat daar werkt en die hem leuk vindt. Ze gaan een relatie met elkaar aan. Bruce loopt naar huis en maakt het in stilte weer goed met zijn vader. Wanneer Freddie op het treinstation aankomt om te vertrekken, ziet hij dat Snork aan het werk is, omdat hij heeft besloten te blijven. Julie realiseert zich dat Freddie gelijk had en dat haar relatie met Mike haar zal verstikken, en gaat naar het treinstation. Snork kondigt via de stationsluidspreker aan dat Bruce Freddie niet zal vergezellen op zijn reis. Freddie besluit niet alleen te gaan en staat op het punt zijn avontuur op te geven als hij Julie naar hem toe ziet rennen. Ze springen op het nippertje op de vertrekkende trein.

## Rolverdeling
- Christian Cooke als Freddie Taylor
- Felicity Jones als Julie Kendrick
- Tom Hughes als Bruce Pearson
- Jack Doolan als Paul/Snork
- Ricky Gervais als Len Taylor
- Julia Davis als Mrs. Taylor
- Ralph Fiennes als Mr. Kendrick
- Emily Watson als Mrs. Kendrick
- Burn Gorman als Renwick
- Matthew Goode als Mike Ramsay
- Steve Speirs als brigadier Wyn Davies
- Anne Reid als Freddie's oma
- Michael Jibson als Cliff